# Contea di Puyang
La contea di Puyang (濮阳县S) è una contea della Cina, situata nella provincia di Henan e amministrata dalla prefettura di Puyang.